# 戴维·古德曼
戴维·古德曼（英語：David Goodman，1958年8月31日—），澳大利亚男子板球、田径运动员。他曾代表澳大利亚参加1984年、1988年、1992年和1996年夏季残疾人奥林匹克运动会田径比赛，其中1988年夏季残奥会获得一枚金牌。